# Harald Lindberg
Pour les articles homonymes, voir Lindberg.
Harald Lindberg est un botaniste suédo-finlandais, né en 1871 à Helsingfors dans le grand-duché de Finlande (aujourd'hui Helsinki) et mort en 1963 à Helsinki.
C'est une des personnalités marquantes de l'université d'Helsinki, au sein de laquelle il a effectué une carrière de quarante-quatre ans (1897-1941).

## Carrière
Harald Lindberg est le fils du botaniste suédois Sextus Otto Lindberg (1835-1889).
Il se fait principalement connaître par ses travaux en paléobotanique.
Il est parmi les fondateurs en 1910 des herbiers du musée de botanique d'Helsingfors et en devient le premier conservateur.
Tout au long de sa vie, il effectue de nombreuses expéditions de recherche, non seulement en Fennoscandie mais aussi tout autour du bassin méditerranéen et dans les îles Britanniques, décrivant des dizaines de nouvelles espèces.
Il ne reçoit le titre de professeur qu'en 1946, après sa retraite, et continue à coopérer avec d'autres universités européennes jusqu'en 1958. Il a toujours défendu les droits linguistiques de la minorité suédophone et publiait lui-même (outre le latin) en allemand et en suédois.

## Hommages
Genre
- (Poaceae) Lindbergella (H.Lindb.) Bor

## Quelques publications
- Lindberg, H. 1897-1900. Om Pohlia pulchella (Hedw.), P. Carnea (L) och nagra med dem sammanblandade former. éd. Helsingfors : Societas pro fauna et flora Fennica

- ----. 1899. Om Pohlia pulchella (Hedw.) P. carnea (L.) och nagra med dem sammanblandade former ; med 1 tafla. éd. Helsingfors

- ----. 1901. Enumeratio plantarum in Fennoscandia orientali sponte et subsponte nascentium. éd. Helsingfors : Soderstrom
- ----. 1902. Die nordeuropaischen Formen von Scirpus (Heleocharis) paluster L. éd. Helsingfors : K. Malmstroms Druckerei
- ----. 1906. Schedae operis quod inscribitur Plantae Finlandiae exsiccatae e Museo Botanico Universitatis Helsingforsiensis distributae. éd. Helsingforsiae : J. Simelii arfvingars boktr., 1906 [i.e. 1907]-1933/1944 [i.e. 1944]

- K. Hammer, Harald Lindberg, Hakan Lindberg; par Harald Lindberg. 1906. Hymenoptera aculeata / 2. Chrysididae, Scoliidae, und Mutillidae der Insel Cypern. éd. Helsingfors : Societas scientiarum Fennica

- Lindberg, H. 1907. Taraxacum-former fran sodra och mellersta Finland. éd. Helsingfors : [s.n.]
- ----. 1908. Taraxacum-Former fran sodra och mellersta Finland. éd. Helsingfors ;[Kuopio] : [Malmstrom], 1907

- ----. 1909. Die nordischen Alchemilla vulgaris-Formen und ihre Verbreitung. Thèse : manuscrit matériel d'archive. éd. Helsingfors

- ----. 1910. Die nordischen Alchemilla vulagris-Formen und ihre Verbreitung : Ein Beitrag zur Kenntnis der Einwanderung der Flora Fennoscandias mit besonderer Ru¨cksicht auf die finlandische Flora. Thèse : manuscrit, matérial d'archive. éd. Helsingfors : Finn. Litteraturges.
- ----. 1916. Schede operis quod inscribitur Plante Finlandiæ exsiccatæ e Museo botanico Universitatis helsingforsiensis distributæ. Fasc. IX-XX. N:ris 401-1000. éd. Helsingfors : Museo botanico Universitatis helsingforsiensis
- ----, Hakan Lindberg. 1929-1940. Inventa entomologica itineris Hispanici et Maroccani. éd. Helsingfors

- ----. 1932. Itinera mediterranea. éd. Helsingfors: Akad. Buchh.; Berlin: Friedlander

- ----. 1932. Intinera Mediterranea : ein Beitrag zur Kenntnis der westmediterranen Flora auf Grund eines Materials von Gefassplanzen, gesammelt in Tunesien und Sizilien im Jahre 1924 und in Spanien und Marokko im Jahre 1926. éd. Helsingfors : Akad. Buchhandlund

- ----. 1932. Itinera mediterranea; ein Beitrag zur Kenntnis der westmediterranen Flora auf Grund eines Materials von Gefasspflanzen, gesammelt in Tunesien und Sizilien im Jahre 1924 und in Spanien und Marokko im Jahre 1926. éd. Helsingfors

- ----. 1935. Die Fruchte der Taraxacum-Arten Finnlands. éd. Helsingforsiae: (Akad. Buchh.; Berlin: Friedlander)

- ----. 1935. Die Fruchte der Taraxacum-Arten Finnlands. éd. Helsingforsiae

- ----; Hakan Lindberg. 1935. Inventa entomologica itineris Hispanici et Maroccani, quod a. 1926 fecerunt. éd. Helsingfors : Societas scientiarum fennica

- ----. 1942. En botanisk resa till Cypern 1939 : fo¨redrag vid tilltradandet av ordforandeskapet i vid finska vetenskaps-societeten den 29 april 1941. éd. Helsingfors : Mercator

- ----. 1942. En botanisk resa till Cypern 1939. éd. Helsingfors
- 1946. Itiner Cyprium : contributio ad cognitionem florae insulae Cypri. éd. Helsingfors : Societas scientiarum Fennicae

- ----. 1946. Iter Cyprium, contributio ad cognitionem florae insulae Cypri. éd. Helsingfors

- H. Ribaut; Harald Lindberg; Hakan Lindberg; par Harald Lindberg 1948. On the Insect Fauna of Cyprus : Results of the Expedition of 1939 / 3. Homoptères nouveaux de Chypre. éd. Helsingfors : Societas scientiarum Fennica

- B. Pittioni; Harald Lindberg; Hakan Lindberg; par Harald Lindberg. 1950. Hymenoptera aculeata / 1. Diloptera, Fossores und Apoidea der Insel Cypern. éd. Helsingfors : Societas scientiarum Fennica

- Lindberg, H. 1957. Bibliotheca zoologica Fenniae : Opera annorum 1901 - 1930. Mandatu Societatis… cur. éd. Helsingforsiae

- Lindberg, H; Hakan Lindberg; Adrien Roudier. 1958. Coleoptera Insularum Canariensium / 1. Aglycyderidae und Curculionidae / unter Mitwirkung von Adrien Roundier. Ed. Helsingfors : Socieas scientiarum Fennica

- ---- ; Hakan Lindberg. Aglycyderidae und Curculionidae. 1958. éd. København : Munksgaard [u.a.]

- ----. 1958. Vaxter kanda fran Norden i Linne´s herbarium : Plantae e septentrione cognitae in herbario Linnaei. éd. Helsingfors : Societas pro fauna et flora Fennica

- ----. 1958. Vaxter kanda fran i Linne´s herbarium. Plantae e septentrione in Herbario Linnaei. éd. Helsinki : Societas pro Fauna et Flora Fennica

- ----. 1958. Vaxter kanda fran norden i Linne´s herbarium. éd. Helsinki, 1958.

- ---- ; Hakan Lindberg; Karl E Schedl. 1959. Scolytidae. éd. København : Munksgaard [u.a.]

## Sources
- Benoît Dayrat (2003). Les Botanistes et la Flore de France, trois siècles de découvertes. Publications scientifiques du Muséum national d'histoire naturelle : 690 p.
- (fi) Biographie du muséum d'Helsinki